# Adrianus de Jong
Adrianus de Jong –conocido como Arie de Jong– (21 de junio de 1882-23 de diciembre de 1966) fue un deportista neerlandés que compitió en esgrima, especialista en las modalidades de espada y sable.
Participó en cinco Juegos Olímpicos de Verano entre los años 1908 y 1928, obteniendo en total cinco medallas de bronce: dos en Estocolmo 1912, dos en Amberes 1920 y una en París 1924. Ganó tres medallas en el Campeonato Mundial de Esgrima en los años 1922 y 1923.

## Palmarés internacional
| Juegos Olímpicos   | Juegos Olímpicos       | Juegos Olímpicos  | Juegos Olímpicos   |
| Año                | Lugar                  | Medalla           | Prueba             |
| ------------------ | ---------------------- | ----------------- | ------------------ |
| 1912               | Estocolmo (Suecia)     | Medalla de bronce | Espada por equipos |
| 1912               | Estocolmo (Suecia)     | Medalla de bronce | Sable por equipos  |
| 1920               | Amberes (Bélgica)      | Medalla de bronce | Sable individual   |
| 1920               | Amberes (Bélgica)      | Medalla de bronce | Sable por equipos  |
| 1924               | París (Francia)        | Medalla de bronce | Sable por equipos  |
| Campeonato Mundial |                        |                   |                    |
| Año                | Lugar                  | Medalla           | Prueba             |
| 1922               | Ostende (Bélgica)      | Medalla de oro    | Sable individual   |
| 1923               | La Haya (Países Bajos) | Medalla de oro    | Sable individual   |
| 1923               | La Haya (Países Bajos) | Medalla de plata  | Espada individual  |